# Allen Mandelbaum
Allen Mandelbaum (* 4. Mai 1926 in Albany/New York; † 27. Oktober 2011 in Winston-Salem/North Carolina) war ein US-amerikanischer Professor der italienischen Literatur. Mandelbaum veröffentlichte auch Gedichte und betätigte sich als Übersetzer.

## Leben
Mandelbaum studierte Englisch und Komparatistik an der Columbia University, wo er 1951 promoviert wurde. Nach Jahren in Italien kehrte er 1964 zurück und lehrte von 1966 bis 1986 am Graduate Center of the City University of New York. Danach war er von 1989 bis 2007 „Kenan Professor“ für Humanities an der Wake Forest University in North Carolina.

## Werk
Seine Übersetzung der Divina Commedia von Dante Alighieri erschien in der frühen 1980ern. Sie  wurde von der angesehenen Dante-Expertin Irma Brandeis unterstützt. Anschließend wirkte er als Mitherausgeber bei den California Lectura Dantis mit, einer Kollektion von Essays über die Divina Commedia, die seine Übersetzung nutzen. Er übersetzte auch Homers Odyssee, Ovids Metamorphosen sowie Werke von Giuseppe Ungaretti und Salvatore Quasimodo.
Mandelbaum erhielt den National Book Award für seine Übersetzung von Vergils Aeneis und ist außerdem  Empfänger des Meritordens der Republik Italien, des Premio Mondello, des Premio Leonardo International (1995 als erster Träger dieses Preises), des Premio Biella, des Premio LericiPea, des Premio Internationale Montela beim Montale-Jahrestag in Rom und des Circe-Sabaudia Award. 2004 wurde Mandelbaum mit dem Orden des Sterns der italienischen Solidarität ausgezeichnet.

## Veröffentlichungen
- Journeyman
- Leaves of Absence
- Chelmaxioms
- A Lied of Letterpress
- The Savantasse of Montparnasse